# 류민희
류민희(1995년 10월 22일 ~ )는 대한민국의 가수, 유튜버다. 2018년부터 유튜버로 활동하고 있으며, 2020년 싱글 《너의 손을 잡고 걷던 밤》으로 가수로 데뷔했다.

## 방송
- 청춘스타 (2022) - Top66

## 음반
- 너의 손을 잡고 걷던 밤 (2020)
- 택시 안에서 (2022)